# 米哈伊尔·米安德罗夫

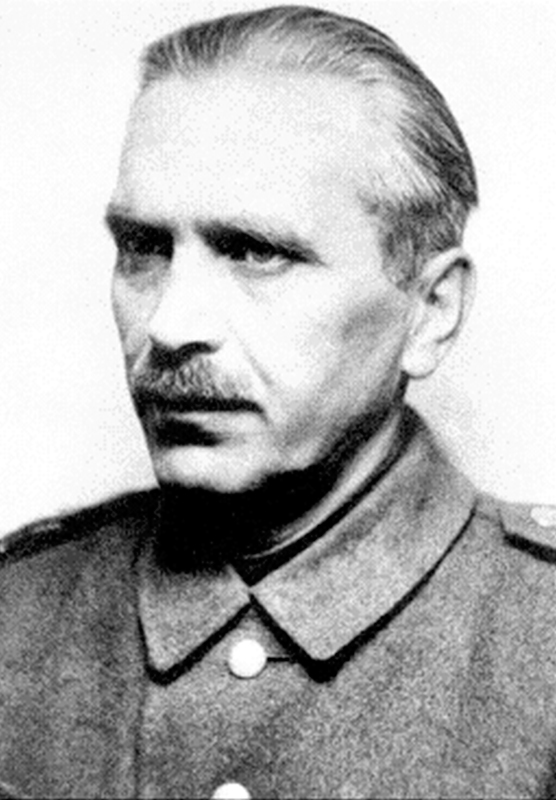
米哈伊尔·米安德罗夫

米哈伊尔·阿列克谢耶维奇·米安德罗夫（俄语：Михаи́л Алексе́евич Меа́ндров，1894年10月22日—1946年8月1日）是一位俄罗斯帝国以及苏联军官。1941年，米安德罗夫在列宁格勒附近被德军俘虏，之后成为俄罗斯解放军的指挥官。米安德罗夫后來被苏方俘虏，並于1946年被处决。